# Spogostylum bucharense
Spogostylum bucharense är en tvåvingeart som beskrevs av Paramonov 1957. Spogostylum bucharense ingår i släktet Spogostylum och familjen svävflugor. Inga underarter finns listade i Catalogue of Life.